# 토니 스트리트

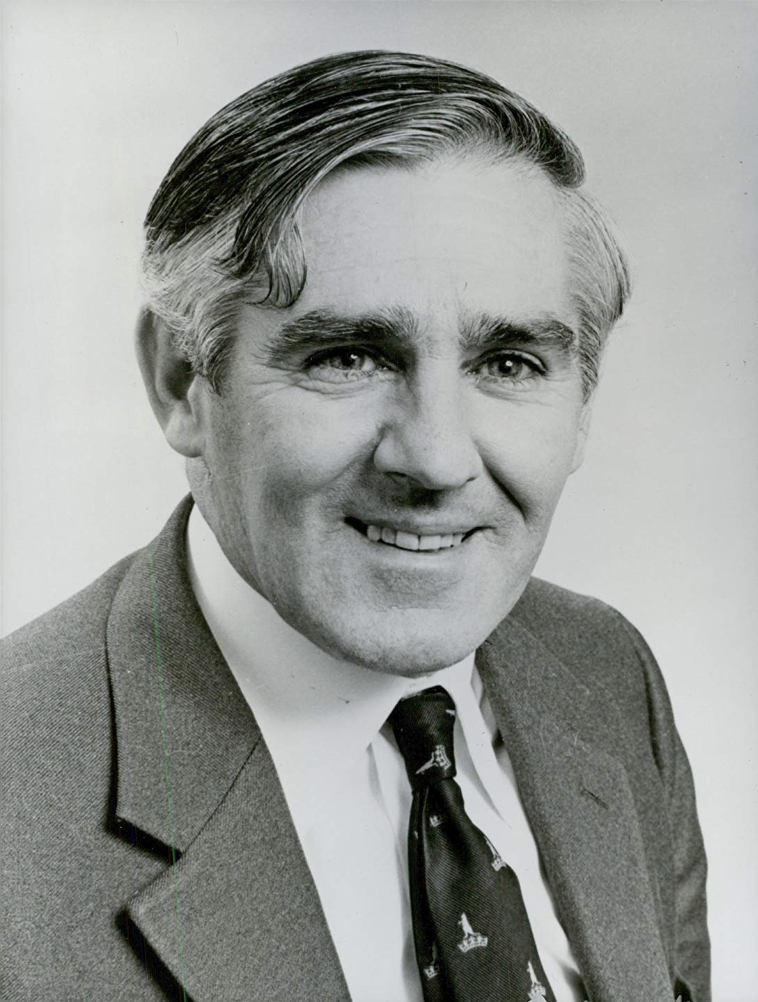

토니 스트리트(Tony Street, 본명: 앤서니 오스틴 스트리트, 1926년 2월 8일 ~ 2022년 10월 25일)는 오스트레일리아의 전 정치인이다. 1966년부터 1984년까지 오스트레일리아 하원에서 일했다.
1926년 2월 8일 멜버른에서 태어났다. 멜버른 그래머 스쿨을 다니다가 1944년 학교를 떠나 왕립 오스트레일리아 해군에 복무했다.
1966년, 오스트레일리아 하원의 자유당 당원으로 선출되었다.
1940년 캔버라 항공 사고로 인해 아들이 14세에 사망했다.